# ドミトーリ公社
ドミトーリ公社（ドミトーリこうしゃ、Дмитрий）は 、スクウェア・エニックスのコンピュータゲーム『フロントミッション』シリーズに登場する架空の企業。

## 会社概要
- 社名　Дмитрий
- 本社　ザーフトラ共和国
- 創業  2015年
- 登場作品　『1ST』『4th』『FMO』『エボルヴ』

## 沿革
前身はCIS時代に戦車開発をしていたドミトーリ設計局。ザーフトラ共和国唯一のヴァンツァーメーカーであり、唯一の国有兵器製造企業である。閉鎖的な国家体制と同様にその技術も国内で閉じたものであるが、センダー社や私兵組織ツェルベルスガードがザーフトラから流出した技術者を受けて、アフリカ紛争時に多くの製品を投入したとあるようにWAP黎明期から保有する技術レベルは高かったようである。
独自性の高い設計が特徴で、性能も高い。基本的にザーフトラ共和国の製品は国外輸出を禁じられているのだが、第2次ハフマン紛争時は平和調停軍の関係から、また列国の軍事バランス調整を兼ねて、多くのWAPが市場に出回った。また、この際には小型作業用WAPも輸出されたとの言及も存在する、反面、ヴァンツァー用火器製造をやや不得手とする資料も存在し、事実知名度は低い。

## ヴァンツァー

### テラーン・シリーズ
| テラーン(Tiran,Тиран) | テラーン(Tiran,Тиран)        |
| --------------------- | ---------------------------- |
| メーカー              | ドミトーリ公社（ザーフトラ） |
| 固定武装              | 腕部内蔵MG(なし)             |
| 携帯火器              | なし(MULS-P規格適応品)       |

そのカエルにも似た特異な形状から人気は高く、「暴君」と言う名と裏腹な愛嬌溢れるその形に魅了された者は多い。ドミトーリ公社製の兵器は本来国外輸出が禁じられているため、主に平和調停軍で使用され、その関係から第2次ハフマン紛争時に出回った両機種はO.C.U.・U.S.N.両陣営にとって異例の遭遇と言える。
耐弾性を高めるために曲面的なフォルムを持ち、二つのカメラアイは全損を避けるため離れて配置されている。逆間接タイプの脚部も高性能で、他者の製品と一線を画す機動力を発揮し、長らく国外に出ることの無かった同社の評価を大いに引き上げることとなる。
他のWAPと比べ、やや大型の機体であるが、MULS-P規格に準じた仕様とされ、互換は可能とされる。輸出モデルとして速射砲内蔵の腕部を3本爪のマニピュレーターに替えたものも存在する。また、局地戦用としても細かいバリエーションが確認されている。
- テラーン【1ST,FMO】
- テラーンII【FMO】
- 他にIII、IV型。

#### カローク・シリーズ
カローク(Korl,Калолд)【1ST,FMO】
テラーンの改良型。外見に大きな変化は見受けられないものの、性能は概ね向上している。ただし、エンジンの生産が間に合わず、格下のものを使用したため出力は落ちる。
カロークII【FMO】
カロークIIは1STにも隠し要素として左腕部のみが登場していた。他にIII型。

### ヴィーザフ・シリーズ
| ヴィーザフ(Vyzov) | ヴィーザフ(Vyzov)            |
| ----------------- | ---------------------------- |
| メーカー          | ドミトーリ公社（ザーフトラ） |
| 固定武装          | なし                         |
| 携帯火器          | MULS-P規格適応品             |
| 主要搭乗者        | イワノヴナ バビロフ          |

ザーフトラ軍特殊部隊では主にスナイパー仕様で運用されていたが、『5th』、『FMO』では汎用機体として登場しており、あるいは出力・機動力強化型のロークシリーズの方が開発のメインストリームとも考えられる。直線と平面で構成された独特のフォルムは対レーダーステルス性能に優れるとされている。
アバローナで収集されたデータを元に開発され、第2次ハフマン紛争でも一部がサカタ社経由で両国に試作品として供給される。これは次世代への布石と考えられる。フロスト級の重WAPでありながら、分割配置されたエンジンブロックの工夫などから総合バランスはより優れており、そのためか他のWAPを寄せ付けない性能をもつ。
- ヴィーザフI【4th,FMO】
  - 他にII～IVのバリエーションが存在。
- ヴィーザフV【FMO】
- ヴィーザフ【5th】
- ヴィーザフI ローク (Vyzov Rog)【4th】
ヴィーザフシリーズの出力・装甲強化タイプ。指揮官用と思われ、外観は胴部装甲をはじめとして細部が異なっている。純シリーズ同様、他にII～IVのバリエーションが存在。

#### アバローナ・シリーズ
アバローナI (Oborona)【4th,FMO】
ヴィーザフの前身に当たる機種で、目のように配置された頭部ステレオカメラや、各パーツの形状はヴィーザフと酷似しており、単純にヴィーザフを太くした印象を受ける。他の後衛機と同様に大出力エンジンと、強化装甲により前衛機を凌ぐ耐久力を有するが、脚部に搭載した独自のアクチュエーターにより高機動をも実現しており、突撃機として極めて優秀だったようである。
第二次ハフマン紛争中にはサカタ社経由でOCU,USN両国に試作品として供給される。
ヴィーザフ開発後は機体重量の割りには高出力、また精度の高い情報収集力という特性を活かし、ミサイルを積載した後方支援機として運用されている。他にII型。
- アバローナIII【FMO】
- 他にIV、V型。

#### ジラーニ・シリーズ
ジラーニI (Zhelanie)【4th,FMO】
ヴィーザフ、アバローナと並び、第二次ハフマン紛争のサカタ社経由でOCU,USN両国に試作品として供給されたのと、2096年度のザーフトラ軍で確認された機種。ヴィーザフを小柄にしたような印象の機体だが、逆間接タイプの脚部、ボディ前部に配置されたセンサーブロックなど、機構的にはテラーン系に近い。同程度の耐久力を持つ機体と比べて、各パーツの重量が異様に軽く、それに準じて機動性は非常に高い。他にII、III型。
- ジラーニIV【FMO】
- 他にV型。

## 大型機動兵器
スヴィーニッツ(Svinets)【4th】
2096年時に確認された機種で腕部と一体化した二門のキャノンとミサイルを持つ大型の2脚型機体。一応の分類としては大型ヴァンツァーに入ると思われる。背部のバルジに内蔵したブースターにより空挺降下をも可能とする。
名称はロシア語で鉛、弾丸の意味。
バガモールI(Bogomol I)【4th】
6脚の超巨大な機体で水中を枠に入れた活動を行うことが出来るが、機関にかなりの負担がかかるのが難点のようだ。他の大型機体に当てはまるとは限らないが、少なくとも同機体は複数の搭乗者によって動かされている。
名称は ロシア語でカマキリ、祈祷者の意味。

### ジウーク・シリーズ
| ジウーク(Zhuk) | ジウーク(Zhuk)                                 |
| -------------- | ---------------------------------------------- |
| メーカー       | ドミトーリ公社（ザーフトラ）                   |
| 固定武装       | 機体名と同名の搭載MS 同名の搭載CN 同名の搭載MG |
| 主要搭乗者     | イワノヴナ                                     |

ジウーク【4th】
拠点攻略用に開発された多脚戦車で指揮官が搭乗することも多い。レンジによって使い分けられる三種の武装を持ち、制圧用にはいたって強力。甲虫のような外見と鈍重な動作が特徴的で事実WAP戦には適さない。
ロシア語で甲虫、カブトムシ、コンピューターウイルスの意味。
- ジウークI-B【4th】
- ジウークII【4th】
I型と比較して装甲と武装を強化した機体。

### ミール・オルレン/S型レイブン
レイブンはサカタインダストリィと共同開発された大型WAP。S型デバイス搭載に当たってのシステム構築に公社は大きく関わったとされる。

## 武器内蔵腕
- テラーン・アーム

## 兵器
マシンガン
ヴィスナー・シリーズ【4st,FMO】
スナイパー・ライフル
ルジアンカ・シリーズ【4st,FMO】
バズーカ
イシュクラ・シリーズ【FMO】
グロム・シリーズ【4th,5th,FMO】
ツィクロン・シリーズ【FMO】
ロード
アゴーニ・シリーズ【4st】

## 搭乗パイロット一覧
ドミトーリ公社製の機体に搭乗した主なパイロット。()内は登場タイトル。
- ヴィーザフ・シリーズ
  - アニーツカ・イワノヴナ・アレクサンドロフ(4th)
  - マキシム・トロアディエヴ・バビロフ(4th)
- スヴィーニッツ
  - ニクラス・グレーザー(4th)
  - ヴァスコ・ルイーコフ・ゼーマン(4th)
- ジウーク・シリーズ
- バガモールI
  - アニーツカ・イワノヴナ・アレクサンドロフ(4th)